# Космос-24
Космос-24 — советский космический спутник Земли, запущенный в космос 19 декабря 1963 года, также известен как «Зенит-2 № 15». Двадцать четвёртый аппарат из серии «Космос», предназначался для разведки и фоторазведки.
Для запуска спутника в космос использовалась ракета-носитель 8А92 «Восток-2». Запуск произошёл 19 декабря 1963 года в 9:29 GMT с космодрома «Байконур», с пусковой установки 17П32-5 стартовой площадки 1, также известной как «Гагаринский старт».
Космос-24 был помещен в низкую околоземную орбиту с перигеем в 211 километров, апогеем в 408 километр, с углом наклона плоскости орбиты к плоскости экватора Земли в 65 градусов, и орбитальным периодом в 90,5 минуты. Он провел 9 дней на орбите, выполняя миссию, после чего 28 декабря покинул орбиту и выполнил посадку на территорию СССР с помощью спускаемого аппарата.